# Katarakt (tlumič kmitů)

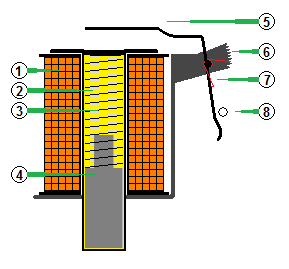
Průřez kataraktovým tlumičem

Katarakt je hydraulický tlumič kmitů dříve používaný zejména jako zkratová a nadproudová spoušť jističů. Dnes téměř výhradně nahrazen bimetalovou nadproudovou spouští.

## Princip zkratové a nadproudové spouště
Cívkou (1) pochází vypínaný proud. Při zkratu vznikne tak silné magnetické pole, že mžikově přitáhne kotvičku (5) i přes velkou vzduchovou mezeru mezi jádrem cívky a kotvičkou. Prodloužená páka přitom narazí do vyrážecí tyčky (8) - vypne se jistič.
Vypínání nadproudem je zpožděno hydraulicky: ocelové jádro (4) je upraveno jako těsný píst v mosazném válci. Válec je naplněn nemrznoucím silikonovým olejem (2). Při nadproudu je jádro vtahováno do cívky, ale jeho pohyb je brzděn olejem, který se musí protlačit na druhou stranu jádra netěsností mezi vnitřní stěnou válce a jádra. Trvá-li nadproud dostatečně dlouho dosáhne jádro horní krajní polohy, zmenší se vzduchová mezera magnetického obvodu a kotvička se přitáhne. Čím je okamžitý nadproud větší, tím dříve dojde k přitažení kotvičky. Po zániku nadproudu vratná pružina (3) vrátí jádro do základní polohy. Pomocí rohatky (6) a pružiny (7) lze nastavovat odpor kotvičky.